# Selves tropicals de la Micronèsia Oriental
Les Selves tropicals de la Micronèsia Oriental és una ecoregió de boscos humits tropicals i subtropicals de fulla ampla, situada en Micronèsia, concretament en les Illes Marshal, Banaba i les Illes Gilbert (Kiribati), Nauru i l'Illa Wake, possessió dels EUA.

## Geografia
Les illes són majoritàriament atols, illes baixes de sorra coral·lina que envolten una llacuna central o plataformes elevades de pedra calcària coral·lina.
Hi ha 30 atols a les Illes Marshall, formats per més de 1.000 illes. Formen dues cadenes d'illes paral·leles que s'estenen de sud-oest a nord-est, estenent-se 1.300 km d'est a oest i 1.150 km de nord a sud. La cadena occidental Ralik, o de "posta de sol", s'estén des d'Enewetak fins a Ebon, i la cadena oriental Ratak o de "sortida del sol" des de Bokak fins a Mili.
Les illes Gilbert es troben al sud-est de les illes Marshall i inclouen 16 atols i illes de corall.
Nauru i Banaba són illes baixes compostes de pedra calcària coral·lina elevada situades a l'oest de les illes Gilbert. Nauru és un país independent i Banaba forma part de Kiribati.
L'illa Wake és un atol aïllat al nord de les illes Marshall.

## Clima
El clima de les illes és tropical, amb poca variació de temperatura estacional.
La part central de l'ecoregió es troba al cinturó de vents alisis i rep les precipitacions més altes, fins a 3000 mm anuals. Les illes del nord, incloent-hi les Marshalls del nord i l'illa Wake, són més seques, igual que les Gilberts del sud. De maig a novembre són generalment els mesos més plujosos. Les Marshalls pateixen l'efecte de tifons.

## Flora
La vegetació predominant a les illes més humides és el bosc tropical humit. Els boscos més propers a la costa són de baixa a mitjana estatura, amb els arbres Heliotropium arboreum, Guettarda speciosa, Pisonia grandis, Pandanus tectorius, Allophylus timoriensis, Cordia subcordata, Hernandia nymphaeifolia, i Thespesia populnea. A l'interior de les illes, la selva madura d'Ochrosia oppositifolia pot desenvolupar-se en estat pur en les illes de més precipitació. Pisonia grandis també es presenta en estat monoespecífic i pot assolir 30 metres d'alçària amb troncs de més de dos metres de diàmetre. Els boscos madurs d'Ochrosia i Pisonia formen una capa densa, i poca diversitat creix al sotabosc ombrívol.
A les illes més seques i a les zones exposades a la brisa salina, la vegetació inclou herbes baixes i plantes enfiladisses, matolls costaners i boscos mixtos de coberta baixa.
La flora és majoritàriament d'espècies costaneres de l'Indo-Pacífic, amb relativament poques espècies endèmiques.

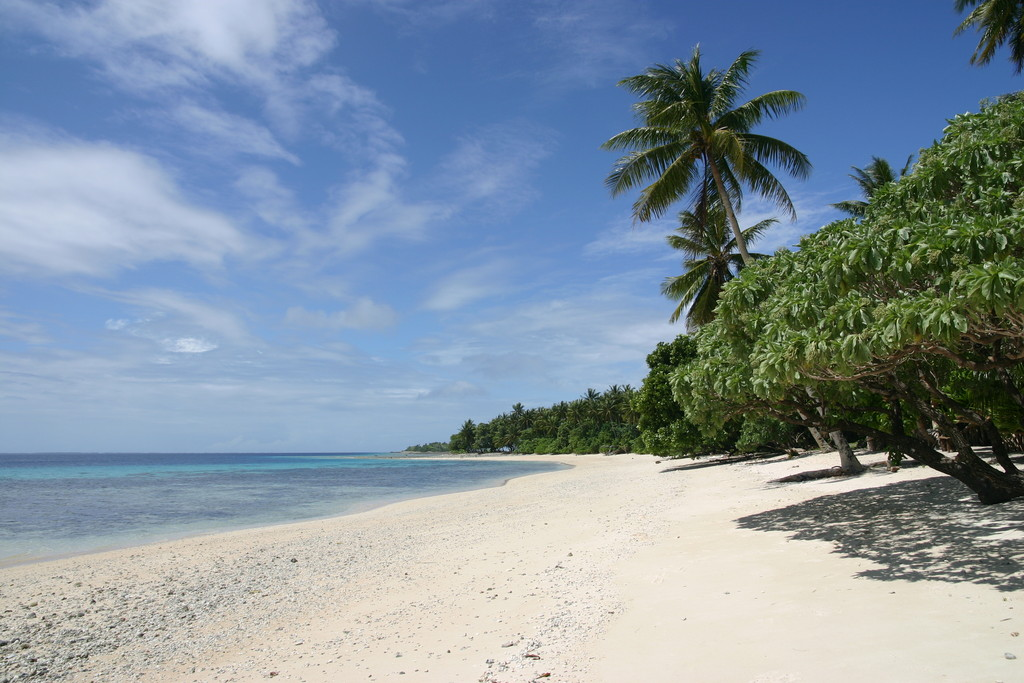
Illa d'Eneko. Illes Marshall, 2007.

## Fauna
Els vertebrats autòctons són principalment aus marines, que formen grans colònies en moltes illes. La guineu voladora de Tonga i l'Embal·lonura del Pacífic són els únics mamífers no marins autòctons.
La boscarla de Nauru és endèmica de Nauru.

## Àrees protegides
El 8,2% de l'ecoregió és en àrees protegides.